# Panzer Division Marduk
«Panzer Division Marduk» — шостий студійний альбом блек-метал колективу «Marduk» виданий, у 1999 році, лейблом «Osmose Productions». Перевиданий 2008-го з новим оформленням на «Blooddawn Productions».
Оригінальна обкладинка містить шведський винищувач Stridsvagn 104 базисом якого був Centurion Mk 5, у перевиданні відображено Panzer VI Tiger масово застосований у Курській баталії. Трек «502» присвячено 502-му батальйону важких танків який був задіяний під час блокади Ленінграду. Частину лірики запозичено від популярного маршу Вермахту «Panzerlied».

## Опис
| #     | Назва                      | Тривалість |
| ----- | -------------------------- | ---------- |
| 1.    | «Panzer Division Marduk»   | 2:39       |
| 2.    | «Baptism by Fire»          | 3:51       |
| 3.    | «Christraping Black Metal» | 3:46       |
| 4.    | «Scorched Earth»           | 3:37       |
| 5.    | «Beast of Prey»            | 4:07       |
| 6.    | «Blooddawn»                | 4:20       |
| 7.    | «502»                      | 3:14       |
| 8.    | «Fistfucking God's Planet» | 4:28       |
| 30:02 |                            |            |

| Бонусні матеріали перевидання 2008 року | Бонусні матеріали перевидання 2008 року | Бонусні матеріали перевидання 2008 року |
| #                                       | Назва                                   | Тривалість                              |
| --------------------------------------- | --------------------------------------- | --------------------------------------- |
| 9.                                      | «Deathride»                             | 03:17                                   |
| 10.                                     | «Todeskessel Kurland»                   | 02:34                                   |
| 11.                                     | «Panzer Division Marduk» (відео)        | 02:49                                   |
| 38:42 (загальний перевидання)           |                                         |                                         |

## Склад на момент запису
- Ерік «Legion» Хагстадт — вокал
- Морган «Evil» Хоканссон — гітара
- Роджер «B. War» Свенссон — бас
- Фредрік Андерссон — ударні